# Ans Schut
Johanna (Ans) Boekema-Schut (Apeldoorn, 26 november 1944) is een Nederlands voormalig langebaanschaatsster.

## Loopbaan
Het hoogtepunt van haar loopbaan was de gouden medaille die zij in 1968 won tijdens de Olympische Winterspelen van Grenoble op de 3000 meter. Met een tijd van 4.56.2 bleef zij de Finse Mustonen en Stien Kaiser ruim voor.
In 1969 verbeterde Ans Schut vijfmaal een wereldrecord. De 1500 meter, driemaal de 3000 meter en het puntentotaal werden door de Apeldoornse aangescherpt. De twee jaar daarna kwam zij tijdens internationale kampioenschappen een paar keer ten val, waarna zij in 1971 enigszins gedesillusioneerd haar carrière beëindigde. Aan haar vier deelnames aan het WK Allround hield ze twee gouden en drie zilveren afstandmedailles over, behaald op de 1500 en 3000 meter.
Hetzelfde jaar trad zij in het huwelijk. Zij heeft drie kinderen.

## Persoonlijke records
| Afstand    | Tijd   | Datum            | Baan   |
| ---------- | ------ | ---------------- | ------ |
| 500 meter  | 44,9   | 24 januari 1971  | Davos  |
| 1000 meter | 1.30,1 | 16 januari 1971  | Davos  |
| 1500 meter | 2.16,6 | 15 januari 1971  | Davos  |
| 3000 meter | 4.50,3 | 23 februari 1969 | Inzell |

### Adelskalender
Van 23 februari 1969 tot 17 januari 1970 was Ans Schut aanvoerster van de Adelskalender. Daarmee heeft zij 328 dagen aan de top van de lijst gestaan.
Hieronder staan de persoonlijke records (PR's) waarmee Ans Schut aan de top van de Adelskalender kwam en de PR's die zij had staan toen zij van de eerste plek verdreven werd. Tevens zijn de gegevens weergegeven van de schaatssters die voor en na haar aan de top van de lijst stonden.
| Datum      | 500 m | 1000 m | 1500 m | 3.000 m | Punten  | Voorganger / Opvolger |
| ---------- | ----- | ------ | ------ | ------- | ------- | --------------------- |
| 22-02-1969 | 45,4  | 1.31,0 | 2.18,9 | 4.53,2  | 186,066 | Stien Kaiser          |
| 23-02-1969 | 45,5  | 1.30,9 | 2.18,5 | 4.50,3  | 185,499 |                       |
| 17-01-1970 | 43,32 | 1.29,4 | 2.17,8 | 5.03,2  | 184,846 | Nina Statkevitsj      |

## Resultaten
| Jaar | NK Allround | EK Allround | Olympische Spelen | WK Allround | WK Sprint |
| ---- | ----------- | ----------- | ----------------- | ----------- | --------- |
| 1964 | 6e          |             |                   |             |           |
| 1965 | Brons       |             |                   |             |           |
| 1966 | 5e          |             |                   |             |           |
| 1967 | Brons       | -           |                   | 5e          | -         |
| 1968 | Brons       | -           | 12e 1500m · 3000m | Zilver      | -         |
| 1969 | Zilver      | -           |                   | Brons       | -         |
| 1970 | 14e         | Brons       |                   | -           | 6e        |
| 1971 | 4e          | 16e         |                   | 6e          | -         |

### Medaillespiegel
| Kampioenschap     | Goud · | Zilver · | Brons · |
| ----------------- | ------ | -------- | ------- |
| NK Allround       | 0      | 1        | 3       |
| EK Allround       | 0      | 0        | 1       |
| WK Allround       | 0      | 1        | 1       |
| Olympische Spelen | 1      | 0        | 0       |

## Wereldrecords
| Nr. | Afstand      | Tijd    | Datum            | Baan     |
| --- | ------------ | ------- | ---------------- | -------- |
| 1   | 3000 meter   | 4.52,0  | 2 februari 1969  | Grenoble |
| 2   | 3000 meter   | 4.50,4  | 9 februari 1969  | Davos    |
| 3   | 1500 meter   | 2.18,5  | 22 februari 1969 | Inzell   |
| 4   | 3000 meter   | 4.50,3  | 23 februari 1969 | Inzell   |
| 5   | minivierkamp | 185.500 | 23 februari 1969 | Inzell   |

## Nederlandse records
| Nr. | Afstand      | Tijd    | Datum            | Baan       |
| --- | ------------ | ------- | ---------------- | ---------- |
| 1   | 3000 meter   | 5.10,6  | 12 maart 1968    | Deventer   |
| 2   | 3000 meter   | 5.04,1  | 22 december 1968 | Heerenveen |
| 3   | 3000 meter   | 4.52,0  | 2 februari 1969  | Grenoble   |
| 4   | 3000 meter   | 4.50,4  | 9 februari 1969  | Davos      |
| 5   | minivierkamp | 189.000 | 9 februari 1969  | Davos      |
| 6   | 1500 meter   | 2.18,5  | 22 februari 1969 | Inzell     |
| 7   | 3000 meter   | 4.50,3  | 23 februari 1969 | Inzell     |
| 8   | minivierkamp | 185.500 | 23 februari 1969 | Inzell     |